# 魅塔騎士
魅塔騎士是任天堂的星之卡比系列中的一个角色，由樱井政博创造、HAL研究所开发。他首次出现在1993年的游戏《星之卡比 梦之泉物语》中。不過一開始它是一个无名的反派角色，一直到游戏《卡比的雪崩》中才有名字。该角色还出现在几本星之卡比漫画书、2001年的《星之卡比》动画系列以及任天堂明星大亂鬥系列中。